# Скумин-Тышкевич, Юзеф
Юзеф Скумин-Тышкевич (1716—1790) — государственный деятель Великого княжества Литовского, тиун виленский (1736), каштелян мстиславский (1761—1775), воевода смоленский (1775—1790).

## Биография
Представитель литовского магнатского рода Тышкевичей герба «Лелива». Единственный сын писаря великого литовского и каштеляна витебского Ежи Тышкевича (? — 1735) от 1-го брака с Бенедиктой Сапегой (? — 1724).
В 1736 году Юзеф Скумин-Тышкевич упоминается в звании тиуна виленского. В 1761 году получил должность каштеляна мстиславского, а в 1775 году был назначен титулярным воеводой смоленским.
В 1762 году стал кавалером ордена Белого орла.

## Семья
Был дважды женат. В 1736 году первым браком женился на Бенедикте Огинской (? — до 1748), дочери воеводы витебского, князя Мартиана Михаила Огинского (1672—1750), и Терезы Бжостовской (ум. 1721), от брака с которой детей не имел.
В 1748 году вторично женился на Анне Поцей (1720—1788), дочери воеводы трокского Александра Поцея (ум. 1770) и Терезы Войны. Дети:
- Александр Скумин-Тышкевич (ок. 1748—1775), тиун виленский, обозный великий литовский (1773), писарь великий литовский (1774)
- Людвик Скумин-Тышкевич (ок. 1748—1808), тиун виленский, писарь великий литовский (1775), гетман польный литовский (1780), подскарбий великий литовский (1791), маршалок великий литовский (1793).